# Hervé Jacquet
Hervé Michel Jacquet (Oullins, 1939) é um matemático francês, que trabalha com teoria dos números, formas automorfas e teoria de representação. É conhecido por seus trabalhos sobre o Programa Langlands.
Obteve um doutorado em 1967 na Universidade de Paris, orientado por Roger Godement, com a tese Fonctions de Whittaker associées aux groupes de Chevalley.
Em 1974 foi palestrante convidado do Congresso Internacional de Matemáticos em Vancouver (Euler products and automorphic forms). Em 2013 foi eleito membro da Academia de Artes e Ciências dos Estados Unidos. É fellow da American Mathematical Society.

## Obras
- com Robert Langlands: Automorphic forms on GL(2) (= Lecturenotes in Mathematics, Band 114). Springer, 1970, Online auf der Homepage von Jacquet und hier mit Kommentar von Langlands
- com Roger Godement: Zetafunctions of simple algebras. Springer, 1972
- com Solomon Friedberg: The fundamental lemma of the Shalika subgroup of GL(4). American Mathematical Society, 1996
- com I. Piatetski-Shapiro, J. Shalika: Automorphic forms on GL (3). Teil 1, In: Annals of Mathematics. Band 109, 1979, S. 169–212
- com Joseph Shalika: On Euler products and the classification of automorphic representations. Teil 1,2, In: American Journal of Mathematics. Band 103, 1981, S. 499–558, 777–815
- Principal L-functions for the linear Group. In: A. Borel, W. Casselman (Hrsg.): Automorphic forms, representations and L-functions. Proceedings of Symposia in Pure Mathematics, Band 33, Teil II, 1979, S. 63–86
- Principal L-functions for GL(n). In: T. N. Bailey, A. W. Knapp (Hrsg.): Representation theory and Automorphic Forms. Edinburgh 1996, Proceedings of Symposia in Pure Mathematics, Band 61, AMS 1997, S. 321–329
- com Stephen Gelbart: A relation between the automorphic representations of GL(2) and GL(3). In: Annales scientifiques de l’École normale supérieure. Band 11, 1978, S. 471–543